# Jim Peebles
Phillip James Edwin Peebles, conosciuto come Jim Peebles (Winnipeg, 25 aprile 1935), è un astronomo canadese naturalizzato statunitense.
Allievo di Fred Hoyle., ottenuta la laurea all'Università di Manitoba, conseguì poi il dottorato sotto la supervisione di Robert Dicke all'Università di Princeton, dove è professore emerito di scienze alla cattedra Albert Einstein.
Insieme con Robert Dicke predisse la radiazione cosmica di fondo. Contribuì alle teorie della nucleosintesi primordiale, materia oscura, energia oscura e alla teoria della struttura.
L'8 ottobre 2019 gli è stato conferito il premio Nobel per la Fisica per le rivoluzionarie "scoperte teoriche in cosmologia fisica".

## Carriera accademica
Peebles ha dato molti importanti contributi al modello del Big Bang. Assieme a Dicke e altri (quasi due decenni dopo George Gamov, Ralph A. Alpher e Robert C. Herman), ha predetto la radiazione cosmica di fondo a microonde. Oltre ad aver dato maggiori contributi alla nucleosintesi primordiale, alla materia e all'energia oscura, negli anni settanta è stato il pioniere principale della teoria della formazione della struttura cosmica. Molto prima che venisse considerata una branca della fisica importante e quantitativa, Peebles studiava la cosmologia fisica e ha lavorato molto per dimostrare la rispettabilità di questo settore. La motivazione del premio Shaw afferma che "ha gettato le basi per quasi tutte le moderne ricerche sulla cosmologia, sia teorica che osservativa, trasformando un campo altamente speculativo in una scienza di precisione".
I contributi di Peebles includono una lunga lista di innovazioni alle idee di base, che vengono poi in seguito approfonditamente studiate da altri scienziati. Ad esempio, nel 1987 ha proposto il modello barionico di isocurvatura primordiale per lo sviluppo dell'universo primordiale. Analogamente, Peebles all'inizio degli anni settanta ha contribuito a stabilire il problema della materia oscura. Peebles è anche noto per il criterio di Ostriker-Peebles, relativo alla stabilità della formazione delle galassie.
I suoi tre libri di testo (Physical Cosmology, 1971; Large Scale Structure of the Universe, 1980; Principles of Physical Cosmology, 1993) sono dei riferimenti nel settore. In Principles of Physical Cosmology, ha espresso un quadro di riferimento per la velocità in qualsiasi parte dell'universo basato sulla radiazione cosmica di fondo isotropica, una deviazione dai modelli precedenti ma che secondo Peebles non viola la teoria della relatività. Victor Weisskopf ha espresso la stessa idea in un suo libro. Senza compromettere i principi della relatività, nel 1949 Albert Einstein introdusse il concetto di una struttura inerziale preferita nelle sue Autobiographical Notes con la raccomandazione che l'energia cinetica dovesse essere sviluppata come un concetto di campo, ma questo non era possibile prima della scoperta della radiazione cosmica di fondo.
L'8 ottobre 2019, l'Accademia Reale Svedese delle Scienze gli ha conferito il premio Nobel per la Fisica per le sue scoperte sulla cosmologia, premio condiviso con la coppia ricercatori svizzeri Michel Mayor e Didier Queloz, per "la scoperta di un esopianeta in orbita attorno a una stella di tipo solare".

## Premi
- Eddington Medal of the Royal Astronomical Society (1981)
- Heineman Prize (1982)
- Henry Norris Russell Lectureship (1993)
- Bruce Medal (1995)
- Gold Medal of the Royal Astronomical Society (1998)
- Premio Shaw (2004)
- Premio Crafoord insieme a James E. Gunn e Martin Rees (2005)
- Hitchcock Professorship (2006)
- Gli è stato dedicato un asteroide, 18242 Peebles [8].
- Premio Nobel per la Fisica (2019)